# 고종현
고종현(高種現, 2006년 4월 11일 ~ )은 대한민국의 축구 선수로, 포지션은 센터백, 수비형 미드필더이다. 현재 K리그2 수원 삼성 블루윙즈 소속이다.